# Khabab
Khabab (în arabă | خبب ), în siriacă: ܓ ܒ ܒ, Khababb) este un oraș situat în sudul 
Siriei, în regiunea Hauran, guvernoratul Daraa. Se află la o distanță de 57 km de Damasc și la aproximativ aceeași distanță de orașul Daraa.
Numele vechi al orașului era Abiba.
Populația orașului este de 8.000-10.000 locuitori (în funcție de sezon: în timpul verii mulți sirieni din diaspora se întorc pentru  vacanța de vară). Există aproximativ 40.000 de oameni originari din Khabab care locuiesc în afara Siriei, cei mai mulți dintre aceștia în Franța, Statele Unite ale Americii, Canada, Brazilia, Australia și unele țări arabe.

## Educație și cultură
Rata de alfabetizare la Khabab atinge unul dintre cele mai înalte niveluri din Siria.
Trebuie remarcat faptul că orașul a eradicat analfabetismul cu mult timp în urmă. În prezent există șapte școli în oraș: o grădiniță, două școli de educație de bază (învățământ primar) și patru școli de învățământ gimnazial și liceal.
În Khabab există un număr mare de intelectuali și de cadre didactice care lucrează în satele și orașele din provincia Daraa.